# En ny stil i stan
En ny stil i stan är Eva Eastwoods första album på svenska. Skivan beskrivs som en hyllning till tidsepoken då rock'n'rollen föddes.

## Låtlista
| Nr           | Titel                       | Längd |
| ------------ | --------------------------- | ----- |
| 1.           | Vårt liv i repris           | 2:41  |
| 2.           | Hopplöst fall               | 2:41  |
| 3.           | En sådan romeo              | 2:59  |
| 4.           | Rockabilly Willy            | 2:43  |
| 5.           | Regn bara regn              | 3:29  |
| 6.           | En ny stil i stan           | 2:38  |
| 7.           | Metbäcken 51                | 2:23  |
| 8.           | Allting om Kjell            | 2:53  |
| 9.           | Tack men nej                | 2:45  |
| 10.          | Farfars 50-tal              | 2:42  |
| 11.          | Inget bröllop i vår         | 2:55  |
| 12.          | Betala din räkning Bill     | 2:39  |
| 13.          | Nu reser jag                | 3:05  |
| 14.          | Johny min vän               | 2:44  |
| 15.          | Min kille liknar inte Elvis | 2:44  |
| 16.          | Tänk vad han liknar dej     | 3:21  |
| 17.          | Inte jag som styr           | 2:05  |
| Total längd: | Total längd:                | 46:18 |